# Life of Brian
Life of Brian er en engelsk komediefilm (dansk titel: Et herrens liv) fra 1979 lavet af satiregruppen Monty Python. Den fortæller historien om Brian Cohen der fødes samme nat og på den samme gade som Jesus. Filmen er instrueret af Terry Jones og produceret af bl.a. George Harrison, der også finansierede filmen, fordi det var en film, han gerne ville se. 
Den korsfæstede Eric Idle synger for på slutsangen Always look on the bright side of life. I vanlig Monty Python-stil gøres der grin med religion, ortodoksi, venstrefløjssekterisme og politisk magt. 
I Norge blev filmen forbudt ud fra en opfattelse om, at slutscenen brød med blasfemiparagraffen ved at latterliggøre korset. Dermed blev filmen markedsført i Sverige som "filmen, der er så sjov, at den er forbudt i Norge"; men i oktober 1980 blev det norske forbud ophævet og filmen sat op i biograferne.

## Medvirkende
- Graham Chapman – Brian / Biggus Dickus / vismand.
- John Cleese – Reg / præst ved stening / centurion-soldat / Arthur / vismand.
- Terry Gilliam – profet / Geoffrey / døv vagt / Frank.
- Eric Idle – Mr. Cheeky / Stan (Loretta) / Mr. Frisbee.
- Terry Jones – Brians mor.
- Michael Palin – Mr. Big Nose / Francis / tidligere spedalsk mand / ophængt fange / Pontius Pilatus / kedelig profet / fængselskoordinator / vismand.
- John Young – Matthias.
- George Harrison - birolle.
- Sue Jones-Davies - Judith Iskariot.

## Trivia
- De seks Monty Python-medlemmer spiller i alt 37 forskellige roller. Michael Palin dominerer med 10 roller, derefter kommer Eric Idle med 8 roller, og på tredjepladsen John Cleese med 6 roller. Terry Gilliam og Terry Jones deler fjerdepladsen med 5 roller hver. Graham Chapman har 3 roller, heriblandt titelrollen som Brian.